# Alfredo Griffin
Alfredo Claudino Baptist Griffin Read (nacido el 6 de octubre de 1957 en Santo Domingo) es un ex shortstop dominicano que jugó en las Grandes Ligas de Béisbol militando en cuatro equipos desde 1976 hasta 1993. Actualmente es el entrenador de primera base de Los Angeles Angels of Anaheim.

## Primeros años
Griffin nació el 6 de octubre de 1957 en Villa Francisca, Santo Domingo. Hijo de Alfredo Read y Mery Griffin. La familia de Griffin es de las islas Saint Kitts and Nevis y Tórtola, sus abuelos emigraron a la República Dominicana a principios del siglo XX. Cuando Griffin tenía 6 años, su familia se trasladó al Ingenio Consuelo en San Pedro de Macorís donde pasó gran parte de su juventud.

## Carrera
Griffin comenzó su carrera como miembro de los Indios de Cleveland, quienes lo firmaron como amateur en 1973. El 5 de diciembre de 1978, antes de haber jugado una temporada completa en las Grandes Ligas, fue traspasado, junto con Phil Lansford, a los Azulejos de Toronto por Víctor Cruz. Griffin tuvo un impacto inmediato, compartiendo el premio novato del año de la Liga Americana en 1979 con John Castino.
En 1984, fue seleccionado para pertenecer al equipo en el Juego de Estrellas. Griffin fue valorado mucho más por su guante que por su bate. Mike Scioscia lo llamó "el Ozzie Smith de la Liga Americana." Un torpedero estable, todos los días, pasó seis años con los Azulejos, jugando en 392 partidos consecutivos. Fue cambiado después de la temporada 1984 a Oakland, donde, a pesar de su renuencia a elaborar bases por bolas y una tendencia a ser demasiado agresivo en las bases, comenzó a aprovechar la promesa de ofensiva que mostró en 1980 cuando estableció un récord de en la Liga Americana de más triples para un bateador ambidiestro liderando la liga con 15. También tuvo algunas temporadas muy malas: en 1990, cuando se convirtió en el último jugador en terminar último en la Liga Nacional, de los que calificaron para el título de bateo, en promedio de bateo, porcentaje de embasarse y promedio de slugging.
Después de establecer marcas personales en la mayoría de categorías ofensivas con los Atléticos, Griffin fue traspasado a los Dodgers por Bob Welch antes de la temporada 1988 en un movimiento que ayudó a los dos equipos ir al campeonato de la liga. Una bola rápida de Dwight Gooden rompió su mano en mayo de 1988, y estuvo incapacitado durante gran parte de 1988 y 1989.
Griffin regresó a Toronto en 1992 y fue un contribuidor para que los Azulejos ganaran el primero de dos campeonatos consecutivos. Su carrera llegó a su fin momentos más tarde cuando Joe Carter bateó un jonrón para ganar la Serie Mundial en favor de Toronto.

### Otras ocupaciones dentro del béisbol
Actualmente, Griffin es el entrenador de primera base de Los Angeles Angels of Anaheim en las Grandes Ligas, y también lo fue de las Estrellas Orientales en su natal República Dominicana, además fue gerente general de las Estrellas 2007-2008.

### Estadísticas
| Temporada | Ag | Equipo | Lg | G    | AB   | R   | H    | 2B  | 3B | HR | RBI | SB  | CS  | BB  | SO  | BA   | OBP  | SLG  | *OPS+ | TB   | SH  | SF | IBB | HBP | GDP |
| --------- | -- | ------ | -- | ---- | ---- | --- | ---- | --- | -- | -- | --- | --- | --- | --- | --- | ---- | ---- | ---- | ----- | ---- | --- | -- | --- | --- | --- |
| 1976      | 18 | CLE    | AL | 12   | 4    | 0   | 1    | 0   | 0  | 0  | 0   | 0   | 1   | 0   | 2   | .250 | .250 | .250 | 49    | 1    | 0   | 0  | 0   | 0   | 0   |
| 1977      | 19 | CLE    | AL | 14   | 41   | 5   | 6    | 1   | 0  | 0  | 3   | 2   | 2   | 3   | 5   | .146 | .205 | .171 | 6     | 7    | 0   | 0  | 0   | 0   | 1   |
| 1978      | 20 | CLE    | AL | 5    | 4    | 1   | 2    | 1   | 0  | 0  | 0   | 0   | 0   | 2   | 1   | .500 | .667 | .750 | 301   | 3    | 0   | 0  | 0   | 0   | 0   |
| 1979      | 21 | TOR    | AL | 153  | 624  | 81  | 179  | 22  | 10 | 2  | 31  | 21  | 16  | 40  | 59  | .287 | .333 | .364 | 89    | 227  | 16  | 4  | 0   | 5   | 10  |
| 1980      | 22 | TOR    | AL | 155  | 653  | 63  | 166  | 26  | 15 | 2  | 41  | 18  | 23  | 24  | 58  | .254 | .283 | .349 | 69    | 228  | 10  | 5  | 2   | 4   | 8   |
| 1981      | 23 | TOR    | AL | 101  | 388  | 30  | 81   | 19  | 6  | 0  | 21  | 8   | 12  | 17  | 38  | .209 | .243 | .289 | 49    | 112  | 6   | 2  | 1   | 1   | 6   |
| 1982      | 24 | TOR    | AL | 162  | 539  | 57  | 130  | 20  | 8  | 1  | 48  | 10  | 8   | 22  | 48  | .241 | .269 | .314 | 54    | 169  | 11  | 4  | 0   | 0   | 7   |
| 1983      | 25 | TOR    | AL | 162  | 528  | 62  | 132  | 22  | 9  | 4  | 47  | 8   | 11  | 27  | 44  | .250 | .289 | .348 | 71    | 184  | 11  | 3  | 0   | 3   | 5   |
| 1984      | 26 | TOR    | AL | 140  | 419  | 53  | 101  | 8   | 2  | 4  | 30  | 11  | 3   | 4   | 33  | .241 | .248 | .298 | 48    | 125  | 13  | 4  | 0   | 1   | 5   |
| 1985      | 27 | OAK    | AL | 162  | 614  | 75  | 166  | 18  | 7  | 2  | 64  | 24  | 9   | 20  | 50  | .270 | .290 | .332 | 77    | 204  | 5   | 7  | 1   | 0   | 6   |
| 1986      | 28 | OAK    | AL | 162  | 594  | 74  | 169  | 23  | 6  | 4  | 51  | 33  | 16  | 35  | 52  | .285 | .323 | .364 | 94    | 216  | 12  | 6  | 6   | 2   | 5   |
| 1987      | 29 | OAK    | AL | 144  | 494  | 69  | 130  | 23  | 5  | 3  | 60  | 26  | 13  | 28  | 41  | .263 | .306 | .348 | 79    | 172  | 10  | 3  | 2   | 4   | 9   |
| 1988      | 30 | LAD    | NL | 95   | 316  | 39  | 63   | 8   | 3  | 1  | 27  | 7   | 5   | 24  | 30  | .199 | .259 | .253 | 50    | 80   | 11  | 1  | 7   | 2   | 3   |
| 1989      | 31 | LAD    | NL | 136  | 506  | 49  | 125  | 27  | 2  | 0  | 29  | 10  | 7   | 29  | 57  | .247 | .287 | .308 | 72    | 156  | 11  | 1  | 2   | 0   | 5   |
| 1990      | 32 | LAD    | NL | 141  | 461  | 38  | 97   | 11  | 3  | 1  | 35  | 6   | 3   | 29  | 65  | .210 | .258 | .254 | 43    | 117  | 6   | 4  | 11  | 2   | 5   |
| 1991      | 33 | LAD    | NL | 109  | 350  | 27  | 85   | 6   | 2  | 0  | 27  | 5   | 4   | 22  | 49  | .243 | .286 | .271 | 60    | 95   | 7   | 5  | 5   | 1   | 5   |
| 1992      | 34 | TOR    | AL | 63   | 150  | 21  | 35   | 7   | 0  | 0  | 10  | 3   | 1   | 9   | 19  | .233 | .273 | .280 | 53    | 42   | 3   | 2  | 0   | 0   | 3   |
| 1993      | 35 | TOR    | AL | 46   | 95   | 15  | 20   | 3   | 0  | 0  | 3   | 0   | 0   | 3   | 13  | .211 | .235 | .242 | 28    | 23   | 4   | 0  | 0   | 0   | 3   |
| TOTALES   |    |        |    | 1962 | 6780 | 759 | 1688 | 245 | 78 | 24 | 527 | 192 | 134 | 338 | 664 | .249 | .285 | .319 | 67    | 2161 | 136 | 51 | 37  | 25  | 86  |

## Trivia
- Durante el juego en el que su racha de juegos consecutivos terminó, Griffin anotó la carrera ganadora.
- Fue bateador emergente por Kirk Gibson en el Juego 1 de la Serie Mundial de 1998 en el que conectó el jonrón ganador, cinco años más tarde estaba en el círculo de espera cuando Joe Carter conectó el jonrón de la victoria en la Serie Mundial de 1993.
- ¿Ha estado en el equipo perdedor en tres juegos perfectos, con los Azulejos  de Toronto en 1981, con los Dodgers de Los Angeles en 1988, y de nuevo con los Dodgers en 1991.